# Dawid Maximowitsch Alopaeus

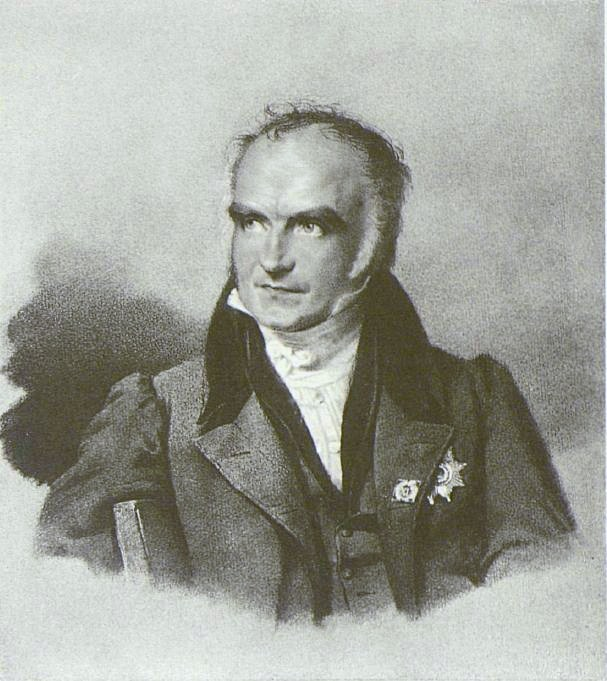
David M. Alopaeus

Geheimrat Graf Franz Dawid Maximowitsch Alopaeus [Alopeus] (russisch Давид Максимович Алопеус, auch David Alopaeus geschrieben; * 19. Dezemberjul. / 30. Dezember 1769greg. in Wyborg, Großfürstentum Finnland; † 13. Juni 1831 in Berlin) war ein russischer Diplomat.

## Leben

Wappen von Graf Dawid Maximowitsch Alopaeus

Dawid wurde auf der Militärschule zu Stuttgart erzogen und durch seinen älteren Bruder Maximilian von Alopaeus in die diplomatische Laufbahn eingeführt. 1792 wurde er Sekretär des russischen Gesandten beim kurmainzischen Hof, des Grafen Rumjanzew in Frankfurt am Main. Im Jahre 1802 heiratete er die Freiin Jeanette von Wenckstern (1783–1869), später Gräfin Jeanette Caroline von Alopäus.
Im Jahre 1800 kam er als Sekretär an die russische Gesandtschaft beim schwedischen Hof in Stockholm, wo der junge König Gustav IV. am 1. Nov. 1796 die Regierungsgeschäfte von seinem Oheim und Vormund, Herzog Karl von Södermanland, übernommen und sich am 16. Dezember 1800 der von Russland gestifteten Neutralität der nordischen Mächte angeschlossen hatte. Am 29. Juni 1803 zum russischen Gesandten in Schweden ernannt, vertrat Alopaeus hier die Interessen des Zaren bis zum 27. Januar 1808. In Russland hatte 1802 Alexander I. den Thron bestiegen, mit dem Gustav IV. ein Handelsbündnis gemeinsam mit Großbritannien eingegangen war. Die britisch-russischen Beziehungen kühlten merklich ab. Doch der eigensinnige Gustav trat am 8. Februar 1808 in ein engeres Bündnis mit Großbritannien, unbekümmert um die zu erwartenden Kriegserklärungen Dänemarks und Russlands; das Zarenreich hatte vergeblich versucht, ihn aus seinem Bündnis mit Großbritannien zu trennen und zu einer Schließung der Ostsee für britische Schiffe bis zum allgemeinen Seefrieden zu bewegen.
Als gebürtiger Finne sollte Alopeus nun den schwedischen König zur Verzichtleistung auf das Großfürstentum Finnland zugunsten Russlands bewegen, hatte dabei aber keinen Erfolg. Als die Russen mit 60.000 Mann in Finnland einrückten, wurde Alopaeus von den Schweden verhaftet. Seine Papiere wurden beschlagnahmt, wodurch Bestechungsversuche von schwedischen Militärs seitens Russlands zutage kamen.
Nach der Eroberung Finnlands wurde Alopeus zum Mitglied des Geheimen Rats ernannt, danach von seinem Monarchen in den Grafenstand erhoben. Als sein ehemaliger Chef Rumjanzew als „Reichskanzler“ 1809 in der finnischen Hafenstadt den Frieden von Fredrikshamn mit Schweden (Karl XIII.) schloss, war er maßgeblich beteiligt.
Schließlich kam er im März 1811 als Gesandter an den württembergischen Hof in Stuttgart. Hier spielte er u. a. eine Schlüsselrolle bei der Vermittlung des Erfinders und Konstrukteurs Franz Leppich, der für den Zaren ein Kampfluftschiff bauen sollte. 1813 wurde er zunächst Generalkommissar der verbündeten Heere. Im April 1813 wurde er Gesandter am preußischen Hof in Berlin, mit zusätzlicher Akkreditierung in Mecklenburg-Schwerin (ab 1829). Er bekleidete diese Posten bis zu seinem Lebensende im Jahr 1831.